# Norman Read
Norman Richard Read (ur. 13 sierpnia 1931 w Portsmouth, zm. 22 maja 1994 w Pirongii) – nowozelandzki lekkoatleta chodziarz, mistrz olimpijski z Melbourne.
Chociaż Read urodził się w Portsmouth, dzieciństwo i młodość spędził w Steyning w hrabstwie Sussex. Chód sportowy był popularną konkurencją w tym mieście i Read zaczął go uprawiać. W 1953 wyemigrował do Nowej Zelandii i tam kontynuował trenowanie chodu, chociaż w jego nowym kraju nie było wówczas tradycji tego sportu. Wkrótce został najlepszym chodziarzem Nowej Zelandii, ale mimo to nie został zakwalifikowany do reprezentacji na igrzyska olimpijskie w 1956 w Melbourne. Pojechał do Australii i tam po zwycięstwie w mistrzostwach tego kraju w chodzie na 50 kilometrów został włączony do reprezentacji Nowej Zelandii na igrzyska.
W chodzie na 50 km na igrzyskach początkowym prowadzącym był Jewgienij Maskinskow ze Związku Radzieckiego. Read po 30 kilometrach był drugi, ale ze sporą stratą. Potem jednak wzmocnił tempo i po 42 kilometrach prześcignął Maskinskowa. Wygrał z przewagą ponad 2 minut nad Rosjaninem.
Startował także na igrzyskach olimpijskich w 1960 w Rzymie, gdzie zajął 5. miejsce w chodzie na 20 kilometrów. Chodu na 50 kilometrów nie ukończył. Zdobył brązowy medal w chodzie na 20 mil na igrzyskach Imperium Brytyjskiego i Wspólnoty Brytyjskiej w 1966 w Kingston.
Read zdobył 18 tytułów mistrza Nowej Zelandii:
- chód na 20 kilometrów – 1955/1956, 1956/1957, 1958/1959, 1959/1960, 1960/1961 i 1964/1965, 1966/1967, 1968/1969 i 1975
- chód na 50 kilometrów – 1955/1956, 1956/1957, 1958/1959, 1959/1960, 1960/1961, 1963/1964, 1964/1965, 1966/1967, 1968/1969 i 1975
- chód na 20 mil – 1968 i 1975

Po zakończeniu wyczynowego uprawiania sportu był trenerem, sędzią lekkoatletycznym, a także prezesem Athletics New Zealand (związku lekkoatletycznego Nowej Zelandii). Zmarł na atak serca podczas zawodów rowerowych weteranów w Waikato.
W roku 2009 został – jako jeden z pierwszej trójki, prócz niego byli to również Stan Lay i Peter Burke – przyjęty do nowo utworzonej Taranaki Sports Hall of Fame.